# Hadena lutescens
Hadena lutescens là một loài bướm đêm trong họ Noctuidae.